# Egeln
Egeln (pronunciación en alemán: /ˈeːɡl̩n/ⓘ) es un municipio situado en el distrito de Salzland, en el estado federado de Sajonia-Anhalt (Alemania), a una altitud de 70 metros. Su población a finales de 2015 era de unos 3400 habitantes y su densidad poblacional, 120 hab/km².